# ۲۶۰ (عدد)
۲۶۰ (عدد)یک عدد طبیعی است که بعد از ۲۵۹ و قبل از ۲۶۱ قرار دارد.